# 1965 en Lorraine
Chronologie de la Lorraine
- 1961
- 1962
- 1963
- 1964
- 1965
- 1966
- 1967
- 1968
- 1969

Cette page est une liste d'événements qui se sont produits durant l'année 1965 en Lorraine.

## Événements
- Neufchâteau fusionne avec les communes de Noncourt et de Rouceux[1].
- Création des New Orleans Preachers[2]. Ce groupe lorrain de Jazz Nouvelle-Orléans a été créé par Gilles Pernet (piano) et Jean-Claude Maire (batteur et animateur du groupe).
- Jo Schlesser et Jacques Greder remportent le Rallye de Lorraine sur une AC Cobra en catégorie GT[3].   Jean-Louis Marnat et	Michel Rigo imposent leur	Austin Cooper S en catégorie Tourisme.
- Fermeture de la Mine de Tiercelet  [4].
- Tournage à Haroué du film La Dame de pique de Léonard Keigel[5]

- 12 février : création du centre d'actualités télévisées de l'O.R.T.F à Nancy. Télé Lorraine-Champagne est née et propose trois émissions d'actualités hebdomadaires en décrochage du programme national de la R.T.F. Les studios et bureaux sont installés dans les sous-sols de la station de radio régionale, dans l'un des bâtiments de Nancy Thermal[6].
- 14 avril au 20 juillet (11 mai au 20 juillet[7]): tournage, en grande partie en Lorraine de Les Grandes Gueules, film franco-italien, réalisé par Robert Enrico et sorti en 1965. Dans les Vosges[8] : scierie au lieu-dit La Clairière de Cellet, à 6 km de Gérardmer (« scierie d'Hector Valentin »), village du Haut du Tôt, Bois-de-Champ, La Bresse, Gérardmer (rue Charles de Gaulle), Plainfaing, Gare de Saint-Dié-des-Vosges, Vagney ;  en Meurthe-et-Moselle : Bertrichamps, Cirey-sur-Vezouze, Val-et-Chatillon[9] et en Alsace : bien que toute l'action est censée se passer dans les Vosges, les scènes à la scierie du « concurrent Therraz » auraient été tournées en Alsace.
- Août 1965 : Christiane Wilzer est élue reine de la mirabelle[10]
- 26 septembre, sont élus sénateurs de Meurthe-et-Moselle : Robert Gravier et Marcel Martin
- 26 septembre, est élu sénateur de la Meuse : Martial Brousse.
- 26 septembre, est élu sénateurs de la Moselle : Jean-Éric Bousch.

## Inscriptions ou classement aux titre des monuments historiques
- Abbaye de Rangéval

## Naissances

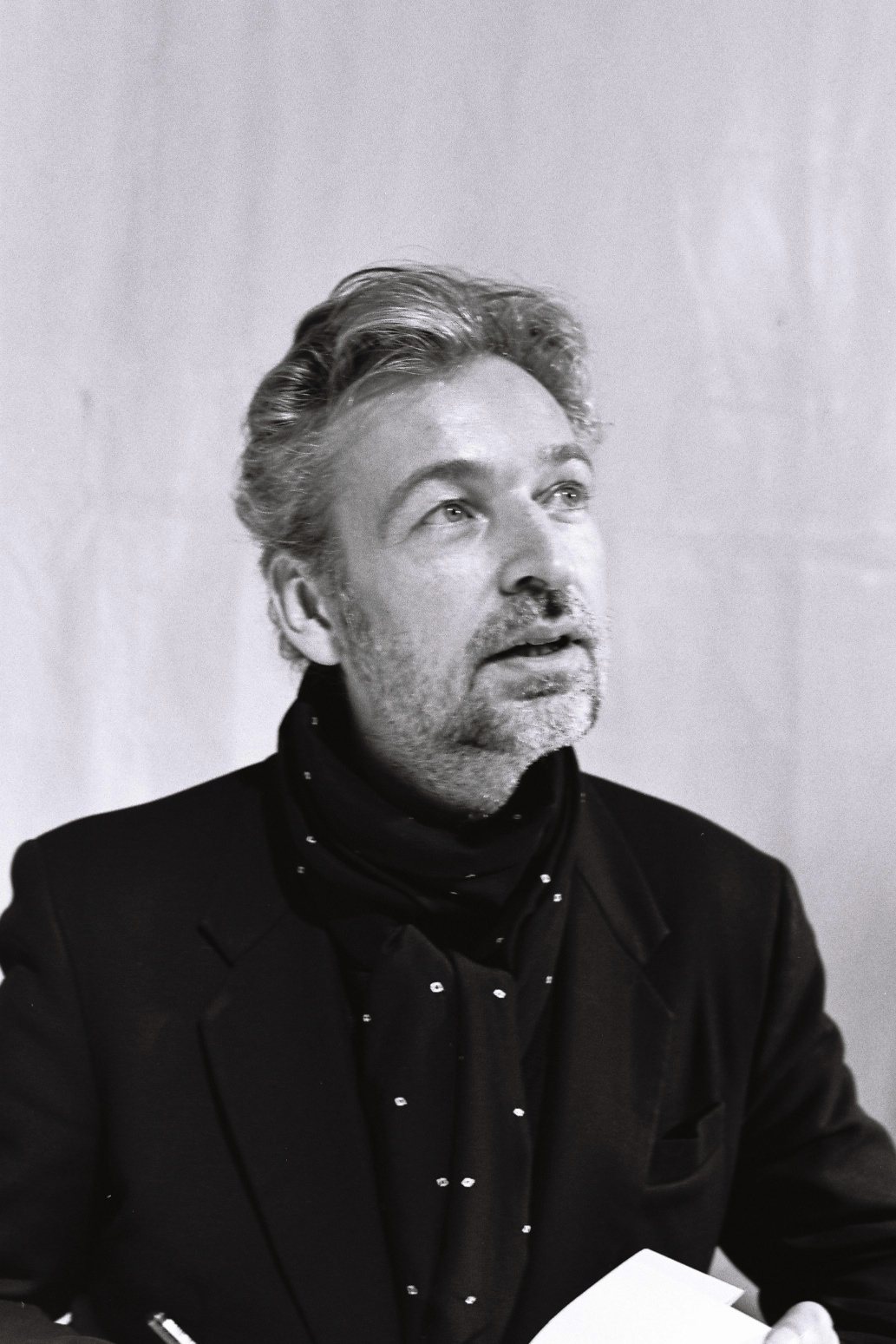
Éric Reinhardt.

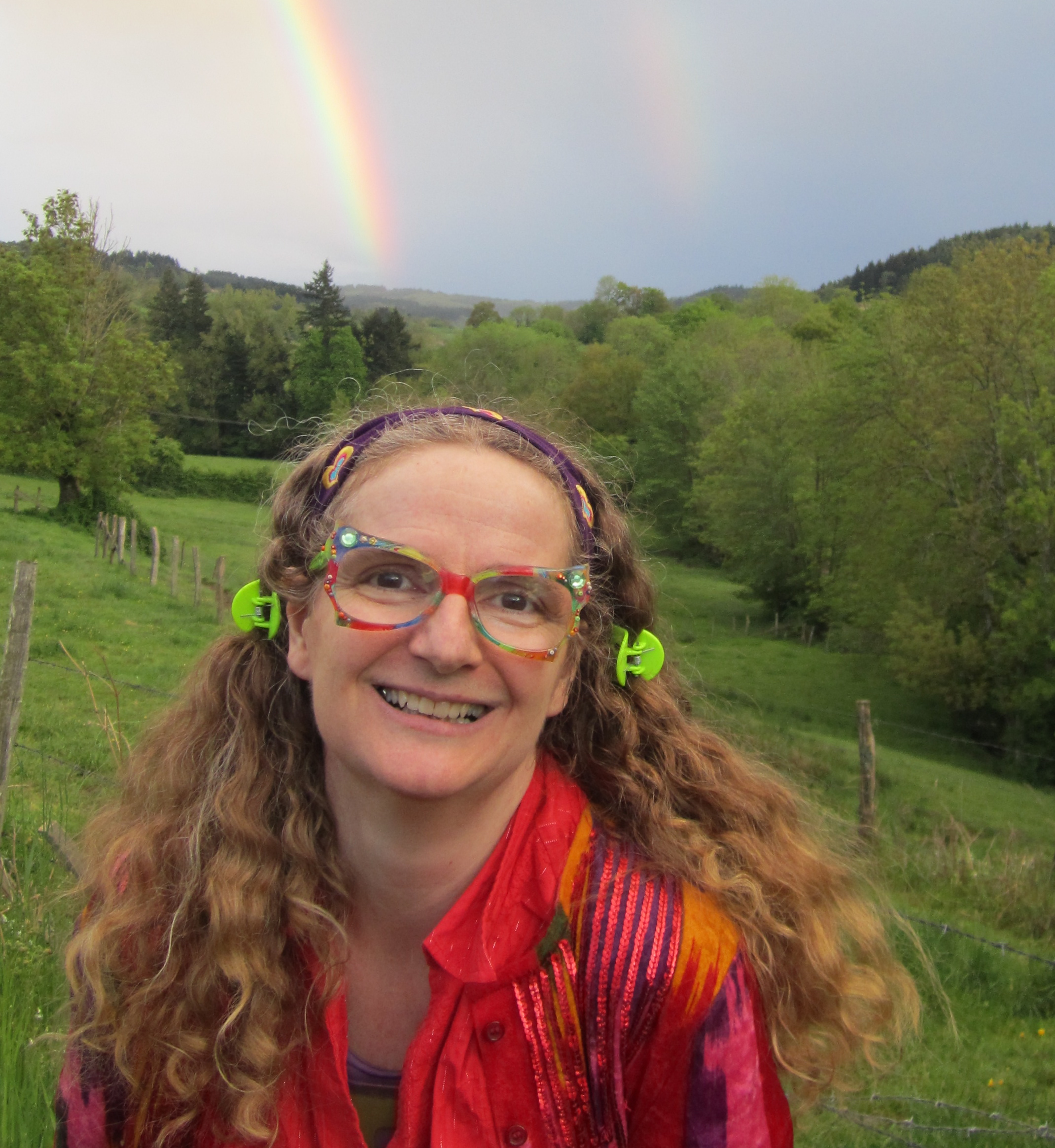
Anne Poiré.

- Pascal Barollier, né en 1965 à Metz, diplomate français également romancier, scénariste et ancien journaliste.
- Nicole Eisenman, née à Verdun, plasticienne américaine.
- Li-An, de son vrai nom Jean-Michel Meyer, né en 1965 à Dombasle-sur-Meurthe, auteur de bande dessinée français.
- Marie Louise Antenucci (née à Metz en 1965), historienne et professeure de lycée française, auteure de plusieurs livres sur l'immigration des Italiens en Lorraine.
- à Metz : Pascal Barollier,  romancier, scénariste et journaliste français.
- 10 février à Sarralbe : Christopher Baldelli, spécialiste de la communication et des médias français.
- 20 février à Épinal : Thierry Saïdi, céiste français de slalom. Il est le frère du céiste Michel Saïdi[11].
- 28 février à Château-Salins : Philippe Gaillot,footballeur français. Il évolue au poste de défenseur gauche ou centre du début des années 1980 au début des années 1990.
- 2 mars à Freyming-Merlebach : Florent-Emilio Siri, également nommé Florent Siri[12], réalisateur et scénariste français.
- 18 mars à Metz : Jocelyne Baillot[13], joueuse de handball internationale française. Elle évoluait au poste de gardienne de but[14].
- 2 avril à Nancy : Éric Reinhardt, romancier et éditeur d'art français. Il vit et travaille à Paris.
- 27 avril à Gérardmer : Patrick Rémy, fondeur français.
- 17 mai à Nancy : Philippe-Marie Salvan, Professeur de sport, cadre technique à la fédération française de volley-ball et entraîneur professionnel français de volley-ball.
- 7 juin à Pont-à-Mousson : Jean-Pierre François, chanteur et footballeur français. Chanteur français des années 1980, interprète en 1989 du tube Je te survivrai composé par Didier Barbelivien, il a chanté aussi sa ville d'origine, Pont-à-Mousson.
- 3 juillet à Remiremont : Yves Couprie, journaliste et écrivain français.
- 5 août à Metz : Bruno Saura, anthropologue français. Depuis les années 1990, il est l’auteur et le contributeur régulier à de nombreux ouvrages sur la culture polynésienne.
- 9 août à Metz : Marie-Madeleine de Cevins, historienne française. Elle est spécialiste de l'histoire de la Hongrie au Moyen Âge, professeure des universités à l'université de Rennes.
- 10 septembre à Thionville : Anne Poiré, écrivaine française[15],[16]. Elle vit à Belmont-de-la-Loire. Elle écrit de la poésie, des nouvelles, des romans, des albums pour enfants, des essais et des textes sur l'art[17],[18].
- 14 septembre à Yutz : Christophe Fuhrmann, footballeur français .
- 19 septembre à Metz : Annick Lefebvre (née Maurice), athlète française, spécialiste du lancer du poids.
- 13 octobre à Villerupt : Cécile Vargaftig, scénariste et femme de lettres française. Elle est membre du Club des 13.
- 6 décembre à Nancy (Meurthe-et-Moselle) : Philippe Morenvillier, homme politique français.
- 7 décembre à Cornimont (Vosges) : Joseph Viola[19], cuisinier français.
- 29 décembre à Sarreguemines : Olivier Ihl, politologue français spécialiste de la sociologie historique du politique. Il est professeur des universités et fut directeur de l'Institut d'études politiques de Grenoble de 2005 à 2012.

## Décès

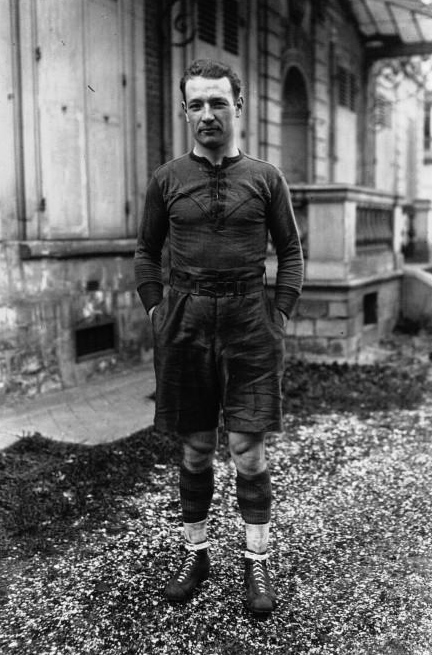
Felix Lasserre

- à Nancy : Alfred Lévy (né en 1872 à Metz), peintre aquarelliste[20] français. Décorateur en chef de l'entreprise Majorelle, il s'illustra dans le style Art déco.
- 23 avril à Commercy : Colette Reynaud, née le 13 décembre 1872 à Saint-Jean-en-Royans[21],  journaliste féministe, socialiste et pacifiste française, cofondatrice en 1917 et directrice du journal hebdomadaire La Voix des femmes.
- 28 mai : Charles Lemontier, acteur français né le 21 avril 1894 à Toul.
- 7 août à Saint-Nicolas-de-Port : Marguerite Barco, née le 18 avril 1882 à Nancy, artiste peintre française.
- 19 août à Saint-Avold : Félix Lasserre dit René Lasserre[22], né le 9 octobre 1895 à Bayonne, joueur français de rugby à XV évoluant au poste d'arrière. International français, il est vice-champion olympique en 1924. En club, Il joue en club successivement avec l'Aviron bayonnais, l'US Cognac et le FC Grenoble. Il est Champion de France en 1913 avec le club bayonnais.
- 10 décembre à Nancy : Lucien Genot, tireur sportif français (membre de la Société de tir de Nancy) né le 20 avril 1901 à Maidières en Meurthe-et-Moselle[23].
- 15 décembre à Héming (Moselle) : Hans Haug, né le 1er décembre 1890 à Niederbronn (Alsace-Lorraine), historien d’art et conservateur de musée.